# Базилевич Федір
Фе́дір Базиле́вич (27 грудня 1897, Київ — 30 червня 1931, Львів) — український актор, співак (тенор), режисер, театральний діяч. Директор Ужгородського народного театру (1927—1929).

## Життєпис
У складі Української республіканської капели під диригуванням Олександра Кошиця побував з гастролями у багатьох європейських країнах.
1920 опинився в таборі для полонених воїнів Армії УНР у Йозефові (Чехія), де брав участь у таборовому театрі і навчався у Празькій консерваторії.
1922 прибув до Ужгорода, де до 1929 працював у Руському театрі товариства «Просвіта» як співак, актор, режисер, адміністратор і директор (1927—1929). У важкі для театру часи Федір Базилевич всіма можливими засобами пробував його рятувати.
Перекладав для театру драматичні твори з чеської, польської та французької мов.
Через тиск чеської поліції був змушений переїхати в Галичину до м. Станіслав.
1930—1931 — на аматорській сцені у Львові.
Пішов із життя 30 червня 1931 у Львові. За іншими даними помер у Станіславові.

## Режисерські роботи
- «На перші ґулі» С. Васильченка
- «Маруся Богуславка» М. Старицького
- «Комедія на мості» В. Кліцпери
- «Ляльки Віолети» А. Адама

## Ролі
- Гервасій («Мартин Боруля» І. Тобілевича)
- Андрій («Запорожець за Дунаєм» С. Гулака-Артемовського)
- Гриць («Ой не ходи, Грицю, та й на вечорниці» М. Старицького)
- Панько («Сорочинський ярмарок» М. Старицького)
- Дмитро («Ясні зорі» Б. Грінченка)
- Степан («Дай серцю волю, заведе в неволю» М. Кропивницького)
- Андрій («Катерина» М. Аркаса)
- Фауст («Фауст» Ш. Ґуно)
- Йожі («Циганський барон» Й. Штраусса)
- Каньо («Паяци» Р. Леонкавалло)